# Mecodium fujisanense
Mecodium fujisanense là một loài thực vật có mạch trong họ Hymenophyllaceae. Loài này được (Nakai) Sugim. miêu tả khoa học đầu tiên năm 1951.